# Gareth Taylor
Gareth Taylor (Weston-super-Mare, 25 febbraio 1973) è un allenatore di calcio ed ex calciatore britannico, di ruolo attaccante.
Punta centrale di grande fisicità, vantava una ventennale carriera nel calcio inglese.
Già nazionale gallese, ha segnato l'unico gol internazionale in data 18 febbraio 2004, amichevole vinta 4-0 sulla Scozia.